# Aristòtil (cràter)

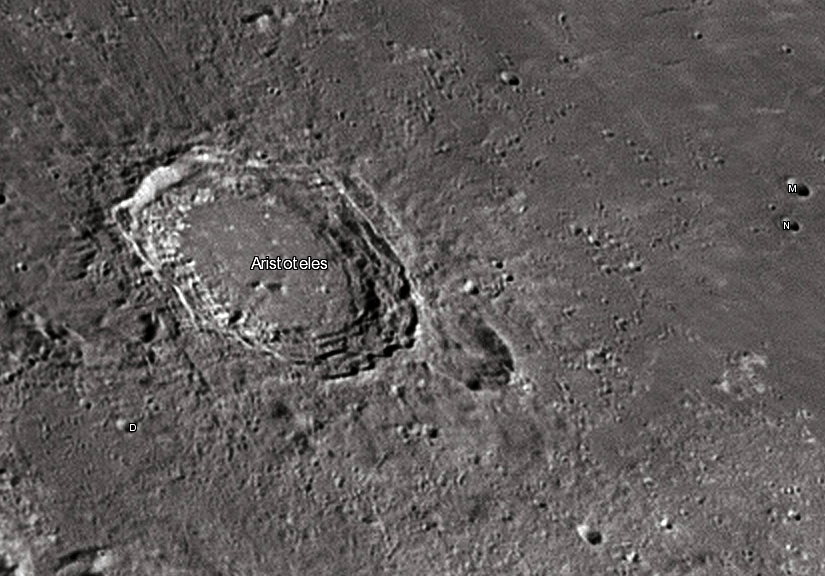
Vista obliqua des de la Terra d'Aristòtil

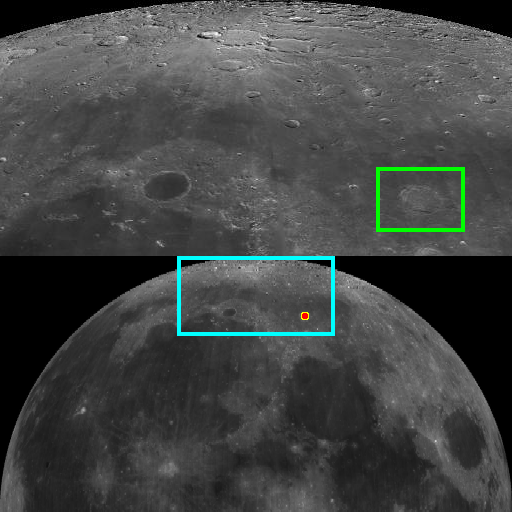
Localització dAristòtil sobre el globus lunar

Aristòtil és un cràter d'impacte lunar que es troba prop del bord sud del Mare Frigoris i a l'est de la serralada dels Montes Alpes. Al sud de l'Aristòtil es troba el cràter Èudox, lleugerament més petit, amb qui forma una parella distintiva quan s'observa a través d'un telescopi. Un arc de muntanyes situat entre aquests dos cràters es corba cap a l'oest unint les vores de tots dos cràters. El cràter Mitchel, el més petit, està directament unit a la vora oriental de l'Aristòtil. A l'oest es troba el cràter Egede.

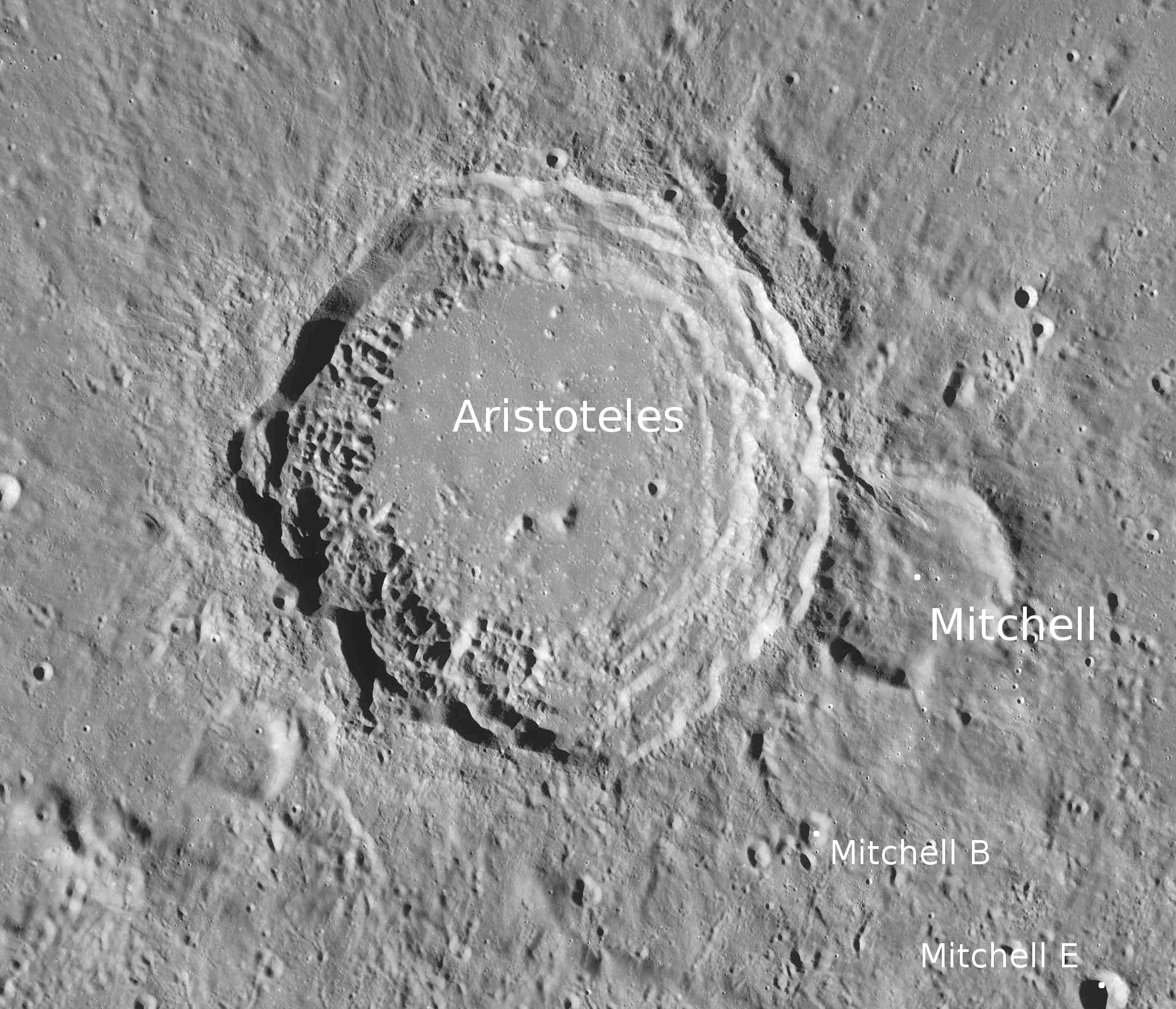
Entorn d'Aristótil. Fotografia de la missió LRO

Els observadors han advertit que la vora del cràter Aristòtil està lleugerament deformada tenint forma d'hexàgon arrodonit. Les vores interiors formen terrasses amples i precises. Els terraplens exteriors mostren una estructura de llomes majoritàriament radial que s'estén sobre l'extensa capa d'ejecció. El sòl del cràter és irregular i cobert d'ondulacions muntanyenques. Aristòtil posseeix petits pics centrals que es troben lleugerament descentrats cap al sud. El sòl interior sembla haver estat omplert amb una capa de material que enterra parcialment aquests sortints.

## Cràters satèl·lit
Per convenció aquests elements són identificats en els mapes lunars posant la lletra en el costat del punt mitjà del cràter que està més proper a Aristòtil.
|           | \| Aristòtil \| Coordenades \| Diàmetre \| \| --------- \| ------------------------------------ \| -------- \| \| D \| 47° 30′ N, 14° 42′ E / 47.5°N,14.7°E \| 6 km \| \| M \| 53° 30′ N, 27° 12′ E / 53.5°N,27.2°E \| 7 km \| \| N \| 52° 54′ N, 26° 48′ E / 52.9°N,26.8°E \| 5 km \| |          |
| Aristòtil | Coordenades | Diàmetre |
| D         | 47° 30′ N, 14° 42′ E / 47.5°N,14.7°E | 6 km     |
| M         | 53° 30′ N, 27° 12′ E / 53.5°N,27.2°E | 7 km     |
| N         | 52° 54′ N, 26° 48′ E / 52.9°N,26.8°E | 5 km     |